# 二面体素数
二面体素数（にめんたいそすう、Dihedral prime）とは、7セグメントディスプレイにおいて、上下逆の向き(上下反転)、または鏡写し(左右反転)、もしくは上下左右反転の全てが同じ素数か異なる素数として読める素数のことである。二面体素数は小さい順に
2, 5, 11, 101, 181, 1181, 1811, 18181, 108881, 110881, 118081, 120121, 121021, 121151, 150151, 151051, 151121, 180181, 180811, 181081,…(オンライン整数列大辞典の数列 A134996)
である。上下反転でも左右反転でも読めて全てが異なる最小の二面体素数は120121である。この数は121021(上下反転)、151051(左右反転)、150151(上下左右反転)のように変化する。

7セグメントディスプレイにおいてLEDで16進数を表示する様子

## 性質
ストロボグラマティック数と同様に左右反転や上下反転が別の数字に見えるかというのは使用する書体に部分的に依存する。手書きの数字では、ループを持つ2は上下反転させると6に見えることがある。また、米ドル紙幣に使われている書体では5は左右反転で7に、2は上下反転で7に見える場合がある。
6と9を使わないストロボグラマティック素数は二面体素数になる。また、レピュニット素数や0,1,8のみを含む回文素数などが二面体素数になる。二面体素数が無限にあるかはまだわかっていない。もし、レピュニット素数が無限に存在することが証明できたのなら二面体素数が無限に存在することになる。

## 数字の性質

### 0,1,8の性質
0,1,8は上下反転しても左右反転しても形は変わらない(1は上下反転したときに位置が変わるがこれは無視する)。また、2,5は上下反転では形は変わらず、左右反転では2は5に、5は2になる。

### 3の性質
一方で、16進数を扱える計算機で3を左右反転するとE(=10進数で14)になるが、Eは偶数のため3は最初の桁としては使用できない。(例えば、31を左右反転すると1Eになるが、これは10進数で30になるため素数ではない。)これは上下反転でも同じで、3はEとなる。

### 6,9の性質
6,9は上下反転することで6は9に、9は6に変化する。しかし、それぞれ左右反転すると有効な数字では無くなる。同様に、A(=10進数で10)は左右反転でも変化しないが、上下反転だと有効な数字では無くなってしまう。

### b,dの性質
また、b(=10進数で11),d(=10進数で13)の2つは左右反転でbはdに、dはbになる(16進数での7セグメントディスプレイはbとdは通常、小文字で表示される)。しかし、bとdの上下反転も有効な数字ではない。

## 最大の二面体素数
2009年にDarren Bedwellが発見した回文素数、{\displaystyle 10^{180054}+{\frac {8\cdot (10^{58567}-1)}{9}}\cdot 10^{60744}+1}は現在知られている最大の二面体素数とされていて、この数は180,055 桁ある。